# Гусићи
Гусићи је насељено мјесто у граду Горажду, Босна и Херцеговина.

## Становништво
|             | 2013.       | 1991.        | 1981.        | 1971.        |
| Укупно      | 15 (100,0%) | 58 (100,0%)  | 82 (100,0%)  | 76 (100,0%)  |
| Бошњаци     | 14 (93,33%) | 57 (98,28%)1 | 82 (100,0%)1 | 76 (100,0%)1 |
| Босанци     | 1 (6,667%)  | –            | –            | –            |
| Југословени | –           | 1 (1,724%)   | –            | –            |

1. 1 На пописима од 1971. до 1991. Бошњаци су пописивани углавном као Муслимани.